# Alice Kinsella
Alice Nicole Kinsella (Basildon, 13 marzo 2001) è una ginnasta britannica, vincitrice della medaglia di bronzo con la squadra alle Olimpiadi di Tokyo 2020.

## Biografia
Alice Kinsella è figlia dell'ex calciatore Mark Kinsella, internazionale per l'Irlanda. Anche suo fratello Liam è un calciatore e vanta la militanza nella Nazionale dell'Irlanda U-21.

## Carriera

### Carriera juniores
Alice Kinsella è stata campionessa alla trave e medaglia di bronzo individuale ai campionati inglesi del 2015. Lo stesso anno ha debuttato a livello internazionale partecipando al Flanders Team Challenge.
Nel 2016 si è laureata campionessa inglese individuale e ha vinto i titoli nazionali pure alla trave e al corpo libero, oltre i due argenti ottenuti al volteggio e alle parallele asimmetriche. Ha preso parte agli Europei di Berna vincendo tre medaglie d'argento con la squadra della Gran Bretagna, alla trave e al corpo libero. Nel concorso individuale è giunta quinta, mentre alle parallele asimmetriche non è riuscita a centrare il podio terminando al quarto posto dietro Lorette Charpy.

### 2017: debutto senior
Kinsella ha debuttato a livello senior nel mese di marzo, terminando settima nel concorso individuale alla Coppa del Mondo di Stoccarda. Il mese successivo è giunta decima nel concorso individuale agli Europei di Cluj-Napoca.
A ottobre è stata convocata per rappresentare la Gran Bretagna ai Mondiali di Montréal, qualificandosi alla finale del concorso individuale con il 24º posto. Un infortunio alla caviglia subito durante le qualificazioni le ha però impedito di partecipare alla finale.

### 2018: le medaglie ai Giochi del Commonwealth
Il 10 febbraio Alice Kinsella ha disputato i campionati inglesi giungendo settima nel concorso individuale, quarta al volteggio e alle parallele asimmetriche, e sesta al corpo libero. Il 21 febbraio è stata annunciata la sua convocazione nella squadra dell'Inghilterra impegnata ai Giochi del Commonwealth di Gold Coast, in Australia.
A marzo ha partecipato ai campionati britannici vincendo la medaglia d'argento alla trave, oltre a ottenere due quinti posti nel concorso individuale e al corpo libero. Lo stesso mese Kinsella è stata chiamata a rimpiazzare l'infortunata Claudia Fragapane alla Coppa del Mondo di Birmingham, conquistando la medaglia di bronzo nel concorso individuale.
Ad aprile si sono svolti i Giochi del Commonwealth. Kinsella ha guadagnato la medaglia d'argento con l'Inghilterra, ottenendo il secondo posto dietro il Canada. Da individualista ha poi vinto la medaglia di bronzo nel concorso individuale e l'oro alla trave, mentre alla finale del corpo libero è giunta in ottava posizione.
Il 7 e l'8 luglio Kinsella ha gareggiato nella competizione amichevole di Heerenveen vincendo la medaglia d'argento alla trave, dietro Sanne Wevers, e il bronzo nel concorso a squadre. Si è inoltre classificata decima nel concorso individuale e quarta al corpo libero.
Ad agosto Alice Kinsella ha fatto parte, insieme a Rebecca Downie, Georgia-Mae Fenton, Kelly Simm, e Lucy Stanhope, della squadra britannica terminata al quarto posto agli Europei di Glasgow. La Gran Bretagna non è andata meglio ai Mondiali di Doha, classificandosi in nona posizione nella fase di qualificazione e mancando così l'accesso alla finale del concorso a squadre.

### 2019: campionessa europea alla trave
A marzo Kinsella ha disputato i campionati inglesi terminando terza nel concorso individuale, e in seguito ha vinto la medaglia d'argento alla trave ai campionati britannici. Agli Europei di Stettino si è qualificata alla finale del concorso individuale con il terzo posto, dietro Angelina Mel'nikova e Mélanie de Jesus dos Santos, e in aggiunta si è qualificata pure alla finale della trave (con il terzo posto) e del corpo libero (settimo posto). Scivolata in quindicesima posizione nella finale individuale, si è invece aggiudicata la medaglia d'oro alla trave col punteggio 13.566, davanti a Mélanie de Jesus dos Santos (13.466 punti) e a Lorette Charpy (12.900 punti), diventando la prima campionessa europea britannica in questo attrezzo. Al corpo libero ha concluso in settima posizione.

### 2021: il bronzo olimpico con la Gran Bretagna
Viene scelta per partecipare alle Olimpiadi di Tokyo insieme a Amelie Morgan, Jennifer Gadirova e Jessica Gadirova.
Il 27 luglio vince la medaglia di bronzo con la squadra britannica, evento che non accadeva dal 1928.

### 2022
A marzo partecipa ai Campionati britannici dove vince l'oro alle parallele. A luglio partecipa ai Giochi del Commonwealth rappresentando l'Inghilterra; vince l'oro con la squadra e nella finale al corpo libero, oltre a concludere in quarta posizione sia la finale all-around sia quella alla trave. Viene selezionata per rappresentare la Gran Bretagna ai Campionati europei, che si terranno a Monaco dall'11 al 14 agosto.